# Толентино
Толентѝно (на италиански: Tolentino) е град и община в Централна Италия, провинция Мачерата, регион Марке. Разположен е на 162 m надморска височина. Населението на общината е 20 769 души (към 2010 г.).